# Константин Джоджов
Константин Георгиев Джоджов е български революционер, деец на Вътрешната македоно-одринска революционна организация.

## Биография
Константин Джоджов е роден през 1883 година в лъгадинското село Зарово, тогава в Османската империя, днес в Гърция. Учи в Битолската българска класическа гимназия. Влиза в четата на Борис Сарафов и участва в Илинденското въстание. Убит е край Буф на 3 септември 1903 година, като турците дълго време смятали, че това е самият Сарафов.